# Mikael Stahre
Mikael Stahre est un entraîneur de football suédois né le 5 juillet 1975 à Stockholm.

## Biographie
Mikael Stahre grandit dans le quartier de Gröndal, où il commence sa carrière d'entraîneur dès l'âge de 14 ans, à la tête de l'équipe de jeunes du Gröndals IK. Par la suite, il entraîne également les équipes de jeunes du Hammarby IF, puis de l'AIK Solna.
En 2007, Stahre est nommé entraîneur du FC Väsby United, club de troisième division. Il conduit l'équipe en deuxième division dès sa première saison, puis l'y maintient en 2008. Il retourne à l'AIK comme entraîneur de l'équipe A fin 2008 et réussit le doublé coupe-championnat en 2009, mettant un terme à une décennie sans titres pour le club.
Stahre entraîne le club grec de Paniónios GSS d'avril à octobre 2010. 

## Palmarès
- Avec l'AIK Solna :
  - Championnat de Suède (1) : 2009
  - Coupe de Suède (1) : 2009
  - Supercoupe de Suède (1) : 2010

- Avec l'IFK Göteborg :
  - Coupe de Suède (1) : 2013